# Shrine of New Generation Slaves
Shrine of New Generation Slaves – piąty album studyjny polskiej grupy muzycznej Riverside. Wydawnictwo ukazało się 18 stycznia 2013 roku w Polsce nakładem wytwórni muzycznej Mystic Production. W pozostałych krajach i w Stanach Zjednoczonych materiał został wydany odpowiednio 21 stycznia i 5 lutego 2013 roku przez firmę InsideOut Music w dystrybucji Century Media Records. Okładkę albumu namalował amerykański grafik Travis Smith. Płytę poprzedził wydany 17 grudnia 2012 roku singel pt. „Celebrity Touch”. Piosenka dotarła do 24. miejsca Listy Przebojów Programu Trzeciego Polskiego Radia.
Nagrania zostały zarejestrowane w warszawskim Serakos Studio pomiędzy marcem a czerwcem oraz wrześniem a październikiem 2012 roku. Materiał został wyprodukowany we współpracy z właścicielami studia Magdą i Robertem Srzednickimi. Wydawnictwo dotarło do 2. miejsca zestawienia OLiS. Płyta trafiła także na listy przebojów w Niemczech, Belgii, Szwajcarii, Holandii i Finlandii. 

## Lista utworów
Opracowano na podstawie materiału źródłowego.
| Nr | Tytuł utworu                                | Słowa | Muzyka                               | Długość |
| -- | ------------------------------------------- | ----- | ------------------------------------ | ------- |
| 1. | „New Generation Slave”                      | Duda  | Duda, Grudziński, Kozieradzki, Łapaj | 4:17    |
| 2. | „The Depth of Self-Delusion”                | Duda  | Duda, Grudziński, Kozieradzki, Łapaj | 7:39    |
| 3. | „Celebrity Touch”                           | Duda  | Duda, Grudziński, Kozieradzki, Łapaj | 6:48    |
| 4. | „We Got Used to Us”                         | Duda  | Duda, Grudziński, Kozieradzki, Łapaj | 4:12    |
| 5. | „Feel Like Falling”                         | Duda  | Duda, Grudziński, Kozieradzki, Łapaj | 5:17    |
| 6. | „Deprived (Irretrievably Lost Imagination)” | Duda  | Duda, Grudziński, Kozieradzki, Łapaj | 8:26    |
| 7. | „Escalator Shrine”                          | Duda  | Duda, Grudziński, Kozieradzki, Łapaj | 12:41   |
| 8. | „Coda”                                      | Duda  | Duda, Grudziński, Kozieradzki, Łapaj | 1:39    |
|    |                                             |       |                                      | 50:59   |

| Bonus CD 2 | Bonus CD 2                 | Bonus CD 2 |
| Nr         | Tytuł utworu               | Długość    |
| ---------- | -------------------------- | ---------- |
| 1.         | „Night Session – Part One” | 10:45      |
| 2.         | „Night Session – Part Two” | 11:22      |
|            |                            | 22:07      |

| Celebrity Touch (singel) | Celebrity Touch (singel)       | Celebrity Touch (singel) |
| Nr                       | Tytuł utworu                   | Długość                  |
| ------------------------ | ------------------------------ | ------------------------ |
| 1.                       | „Celebrity Touch”              | 06:48                    |
| 2.                       | „Celebrity Touch (Radio Edit)” | 04:38                    |
|                          |                                | 11:26                    |

## Twórcy
Opracowano na podstawie materiału źródłowego.
Zespół Riverside w składzie
- Mariusz Duda – gitara basowa, gitara akustyczna, ukulele, wokal, produkcja muzyczna
- Piotr „Grudzień” Grudziński – gitara elektryczna, produkcja muzyczna
- Piotr „Mitloff” Kozieradzki – perkusja, produkcja muzyczna
- Michał Łapaj – instrumenty klawiszowe, organy Hammonda, produkcja muzyczna

Inni
- Travis Smith – okładka, oprawa graficzna
- Marcin Odyniec – saksofon altowy (CD 2-2), saksofon sopranowy (CD1-6)
- Magda i Robert Srzedniccy – miksowanie, mastering, produkcja muzyczna

## Wydania
| Rok  | Nr katalogowy        | Format                                 | Wydawca           | Region | Źródło |
| ---- | -------------------- | -------------------------------------- | ----------------- | ------ | ------ |
| 2013 | MYSTCD 231           | 2xCD, Limited Edition, Album, Digibook | Mystic Production | Europa | [ 14 ] |
| 2013 | 0506301              | 2xLP, Album, 180                       | InsideOut Music   | Europa | [ 14 ] |
| 2013 | 0506300, IOMSECD 366 | 2xCD, Album, Ltd, Dig                  | InsideOut Music   | Europa | [ 14 ] |
| 2013 | 0506301              | 2xLP, Album, Ltd, Gre                  | InsideOut Music   | Europa | [ 14 ] |

## Listy sprzedaży
| Kraj              | Lista                               | Pozycja | Certyfikat        |
| ----------------- | ----------------------------------- | ------- | ----------------- |
| Polska            | OLiS                                | 2       | ZPAV: złota płyta |
| Holandia          | MegaCharts                          | 28      | —                 |
| Niemcy            | Media Control Charts                | 33      | —                 |
| Szwajcaria        | Schweizer Hitparade                 | 51      | —                 |
| Finlandia         | Suomen virallinen lista             | 41      | —                 |
| Belgia (WAL)      | Ultratop 50                         | 109     | —                 |
| Belgia (FLA)      | Ultratop 50                         | 130     | —                 |
| Stany Zjednoczone | Billboard Top Heatseekers           | 18      | —                 |
| Stany Zjednoczone | Billboard Top Heatseekers (Pacific) | 9       | —                 |